# Perchlorate d'ammonium
Le perchlorate d'ammonium est un composé chimique de formule NH4ClO4. 
C'est le sel d'ammonium de l'acide perchlorique, et la forme la plus courante de perchlorate. 

Comme les autres perchlorates, c'est un puissant oxydant.

## Description
C'est un solide incolore cristallisé dans le système cristallin trigonal. 
Lorsqu'on le chauffe, il se décompose avant de fondre. 
Un chauffage doux conduit à la libération de chlore Cl2, d'azote N2, d'oxygène O2 et d'eau H2O, tandis qu'un chauffage plus fort conduit à l'explosion.

## Synthèse
On l'obtient par réaction de l'ammoniac NH3 avec l'acide perchlorique HClO4 ou par double décomposition entre un sel d'ammonium et le perchlorate de sodium NaClO4. 

## Combustion
La combustion du perchlorate d'ammonium est un sujet complexe abondamment documenté.

Les cristaux de NH4ClO4 se décomposent avant de fondre, bien qu'un film liquide ait été observé en surface de cristaux de perchlorate d'ammonium lors de combustions à haute pression.
Les produits gazeux de la décomposition des cristaux sont à base de chlore et d'ammoniac dont la combustion ne se maintient pas en dessous d'une pression de 2 MPa. 
Le perchlorate d'ammonium est considéré comme matière explosible lorsqu'il se présente sous forme pulvérulente à grains de moins de 15 μm. À défaut, il est considéré comme un oxydant au sens du SGH.
Lorsqu'il est mélangé à un combustible tel qu'un métal comme l'aluminium ou tel qu'une matrice en polymère organique comme le PBHT, il peut provoquer une combustion auto-entretenue même à des pressions bien inférieures à la pression atmosphérique.

## Utilisations
Le perchlorate d'ammonium est un oxydant très utilisé en astronautique et dans le domaine militaire dans toute une classe de propergols composites (qu'on appelle pour cette raison propergol composite à perchlorate d'ammonium) propulsant les missiles balistiques intercontinentaux ou équipant les propulseurs d'appoint (« boosters ») de la navette spatiale et de la plupart des lanceurs commerciaux, jusqu'aux EAP d'Ariane 5.